# Milada Střítezská
Milada Střítezská (*25. června 1975 Praha) je česká spisovatelka, nakladatelka a hudební publicistka. Vlastní nakladatelství Ilusie Publishing a je jedinou autorkou, která vydává knihy pod touto značkou.

## Život a dílo
Narodila se a žije v Praze. Vyrostla na Výtvarné škole Václava Hollara. Prošla několika školami a mnoha profesemi, pracovala jako antikvářka, uklízečka, barmanka, tisková mluvčí, osobní asistentka, autorka restaurátorských průzkumů památek, koordinátorka dobrovolníků aj. Věnovala se hudbě, pohybovala se dlouho v církevním prostředí. Pro webový portál Obscuro píše hudební recenze a články, které jsou zaměřené na finský metal a underground.
Během let 2014–2018 napsala osmidílnou ságu Ilusie, která je inspirovaná finskou Kalevalou a líčí osudy královny Sarai. Každá kniha vychází z jiných kalevalských legend a inspiruje se finskou kulturou. V roce 2019 vyšel první díl Harfeníci severu, po něm následovala v témže roce kniha Dědicové Tuonely. O rok později vyšla kniha Probuzení Louhi a v roce 2022 Ochránci sampa. Kniha Valgir pojednává o historii Ilusie a jeho hrdinech a odehrává se ještě před prvním dílem série. V roce 2022 vyšla audiokniha Harfeníci severu, kterou načetl Zdeněk Hruška, a v roce 2024 audiokniha Valgir s interpretem Otakarem Sovinou. Autorka píše také povídky do HorrorConu, například Co zbylo z Erbena, Byl jsem Lorcou.